# Malcolm Danare
Malcom Danare (Los Angeles, 7 novembre 1962) è un attore statunitense.

## Filmografia parziale

### Attore
- Cavalli di razza (The Lords of Discipline), regia di Franc Roddam (1983)
- Flashdance, regia di Adrian Lyne (1983)
- Christine - La macchina infernale (Christine), regia di John Carpenter (1983)
- Catholic Boys (Heaven Help Us), regia di Michael Dinner (1985)
- Ma guarda un po' 'sti americani! (National Lampoon's European Vacation), regia di Amy Heckerling (1985)
- La fattoria maledetta (The Curse), regia di David Keith (1987)
- Popcorn, regia di Mark Herrier e Alan Ormsby (1991)
- Robin Hood - Un uomo in calzamaglia (Robin Hood: Med in Thights), regia di Mel Brooks (1993)
- Independence Day, regia di Roland Emmerich (1996)
- Godzilla, regia di Roland Emmerich (1998)

### Doppiatore
- Godzilla: The Series - serie TV, 40 episodi (1998)

## Doppiatori italiani
Nelle versioni in italiano delle opere in cui ha recitato, Malcolm Danare è stato doppiato da:
- Claudio Fattoretto in Godzilla
- Roberto Stocchi in CSI: Miami (ep. 2x24)
- Oliviero Dinelli in CSI: Miami (ep. 4x16)